# Fageråssjön, Jämtland
Fageråssjön är en sjö i Bräcke kommun i Jämtland och ingår i Ljungans huvudavrinningsområde. Sjön har en area på 1,33 kvadratkilometer och ligger 371,1 meter över havet. Sjön avvattnas av vattendraget Skidån.

## Delavrinningsområde
Fageråssjön ingår i det delavrinningsområde (697194-145203) som SMHI kallar för Utloppet av Fageråssjön. Medelhöjden är 390 meter över havet och ytan är 13,28 kvadratkilometer. Det finns inga avrinningsområden uppströms utan avrinningsområdet är högsta punkten. Skidån som avvattnar avrinningsområdet har biflödesordning 3, vilket innebär att vattnet flödar genom totalt 3 vattendrag innan det når havet efter 232 kilometer. Avrinningsområdet består mestadels av skog (77 procent). Avrinningsområdet har 1,48 kvadratkilometer vattenytor vilket ger det en sjöprocent på 11,1 procent.